# Rue Cels
La rue Cels est une voie publique du 14e arrondissement de Paris, en France. 

## Situation et accès
Elle débute au 8, rue Fermat et se termine au 5, rue Auguste-Mie.

## Origine du nom

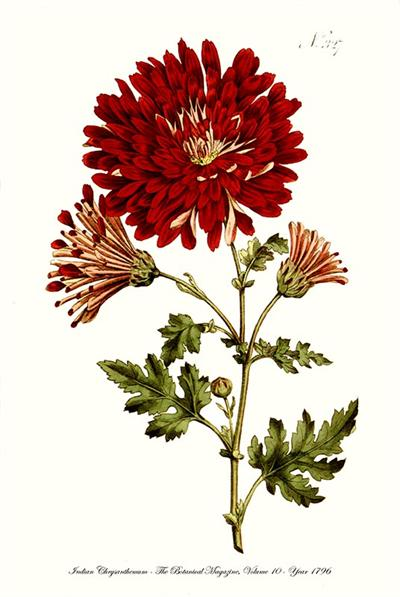
Chrysanthème de la collection du botaniste Jacques Philippe Martin Cels.

Elle porte le nom de Jacques Philippe Martin Cels (1743-1806), horticulteur dans la plaine du Petit-Montrouge depuis les années 1790, membre de l'Institut (1795), grand-père de l'ancien propriétaire du terrain sur lequel la voie a été ouverte.
L'œuvre de Jacques Philippe Martin Cels fut poursuivie par le deuxième de ses trois fils, François Cels,  cofondateur de la Société d'horticulture (1827), victime à l'âge de 61 ans de la grande pandémie de choléra de 1832. Ce spécialiste de la culture de plantes exotiques et d'ornement, notamment de dahlias, légua à deux de ses fils son entreprise, dont le siège était installé à l'ancien numéro 55 de la chaussée du Maine (actuelle avenue du Maine), et la célèbre pépinière créée en bordure de cette même voie. L'un des deux frères dirigeants de cette entreprise (qui fut désormais connue sous le nom de Cels Frères), céda une partie de la « Grande Pépinière» pour l'ouverture de la rue qui perpétue, depuis 1850, le nom de son grand-père.

## Historique
La rue Cels fut ouverte en 1850 au Petit-Montrouge, alors territoire de la comme de Montrouge. Situé côté extra-muros de la ville de Paris, non loin de l'octroi de la barrière du Maine, au sud du cimetière du Montparnasse, ce terrain faisait alors partie du patrimoine de la famille Cels.

## Bâtiments remarquables et lieux de mémoire
Au no 7 s'ouvre une voie privée, l'impasse Cels.
Au no 24 de la rue, une plaque fixée sur la façade de l'hôtel Mistral rappelle que Simone de Beauvoir et Jean-Paul Sartre y ont résidé « entre 1937 et 1939, puis à diverses reprises durant la guerre »[réf. nécessaire].
Les peintres Hans Hartung et Anna-Eva Bergman y ont résidé entre 1957 et 1959.

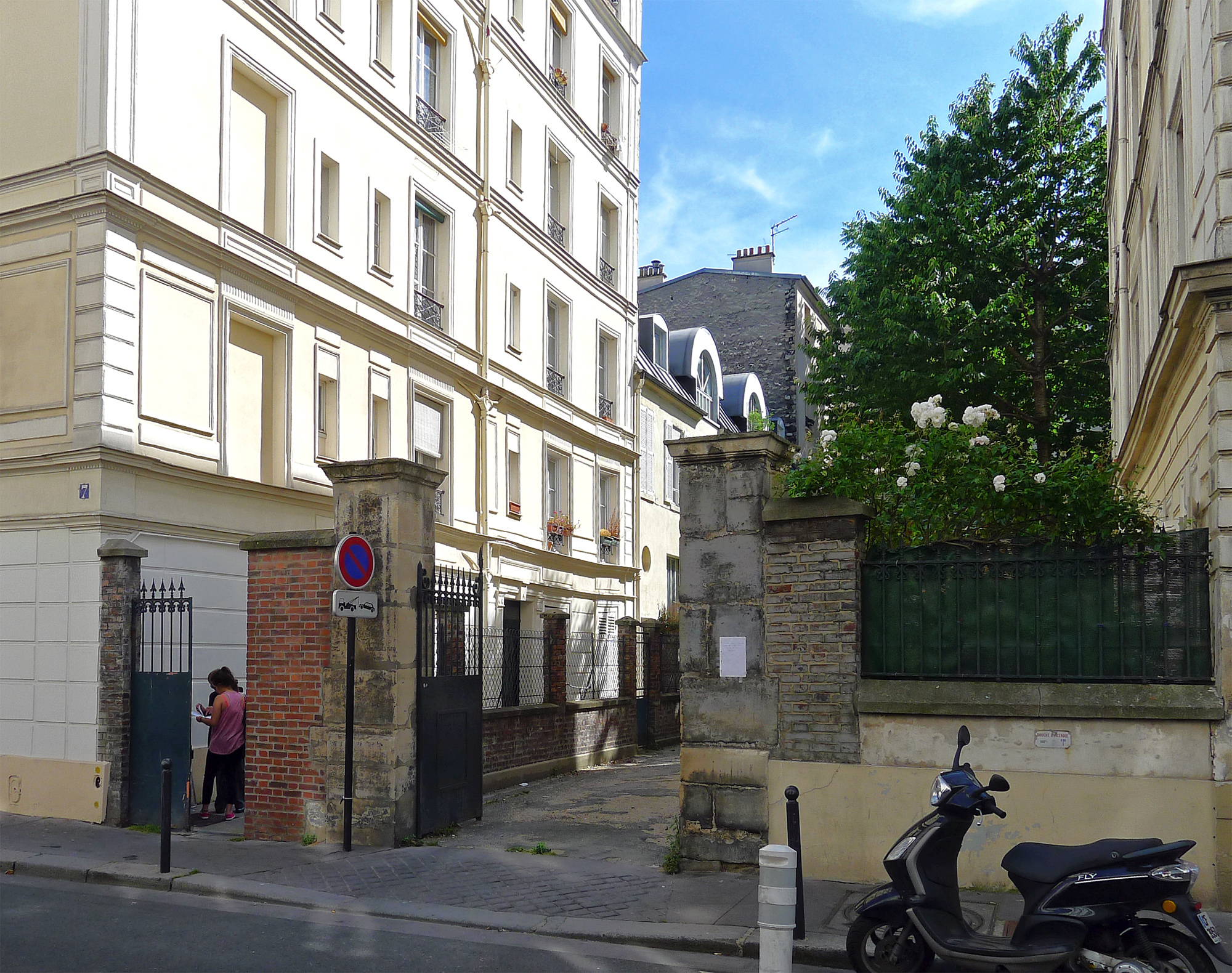
No 7 : entrée de l'impasse Cels.
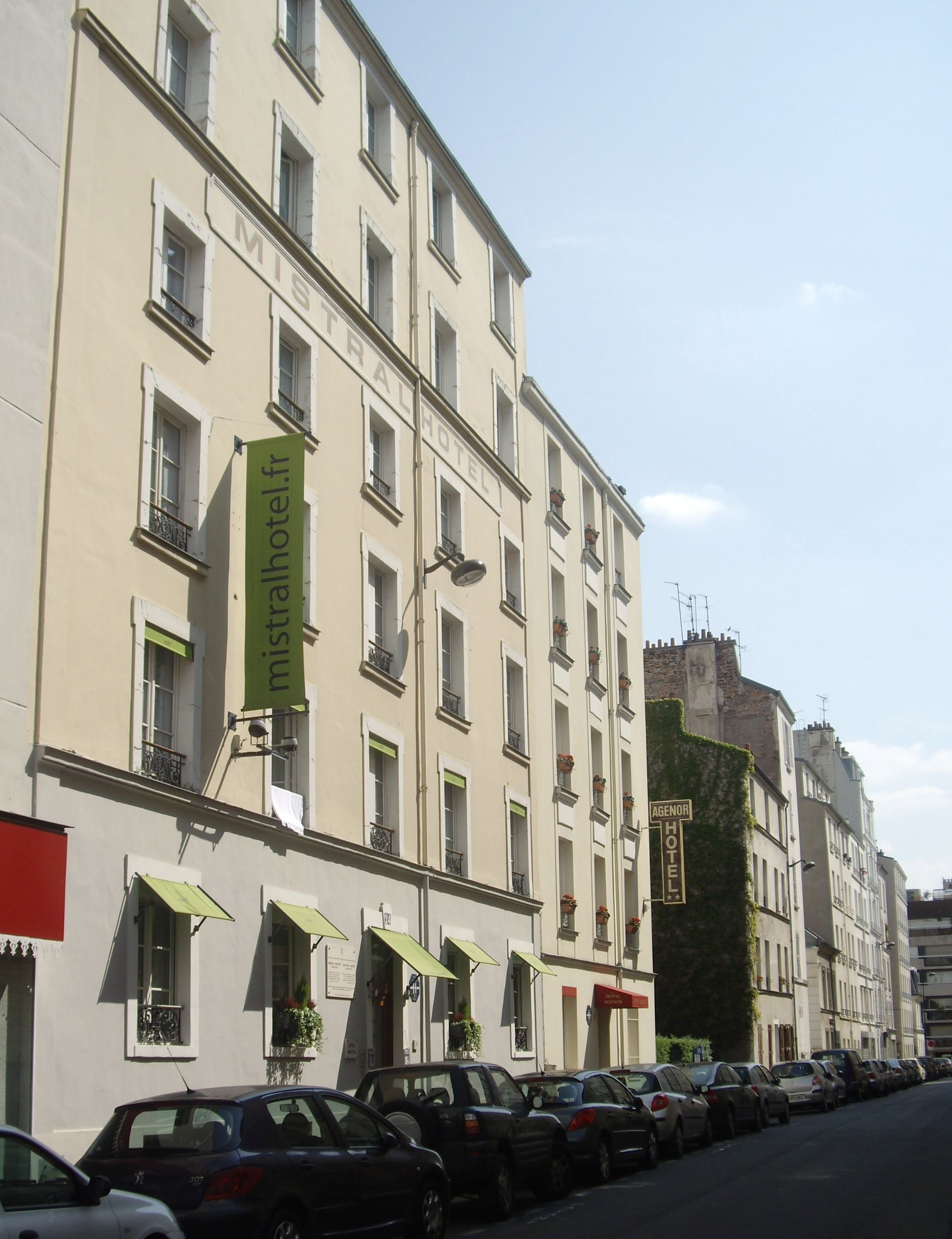
No 24 : hôtel Mistral
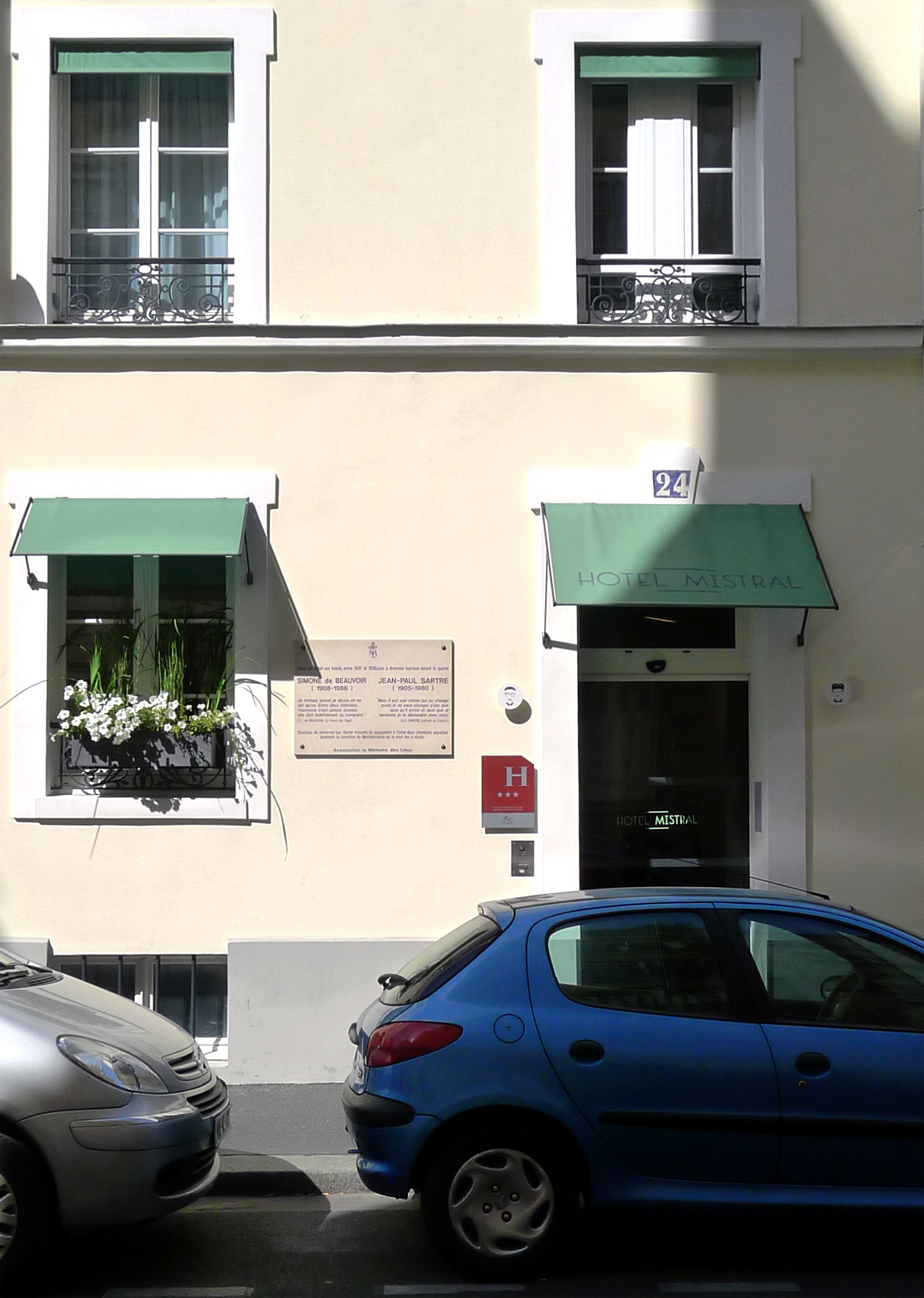
No 24 : entrée de l'hôtel Mistral.
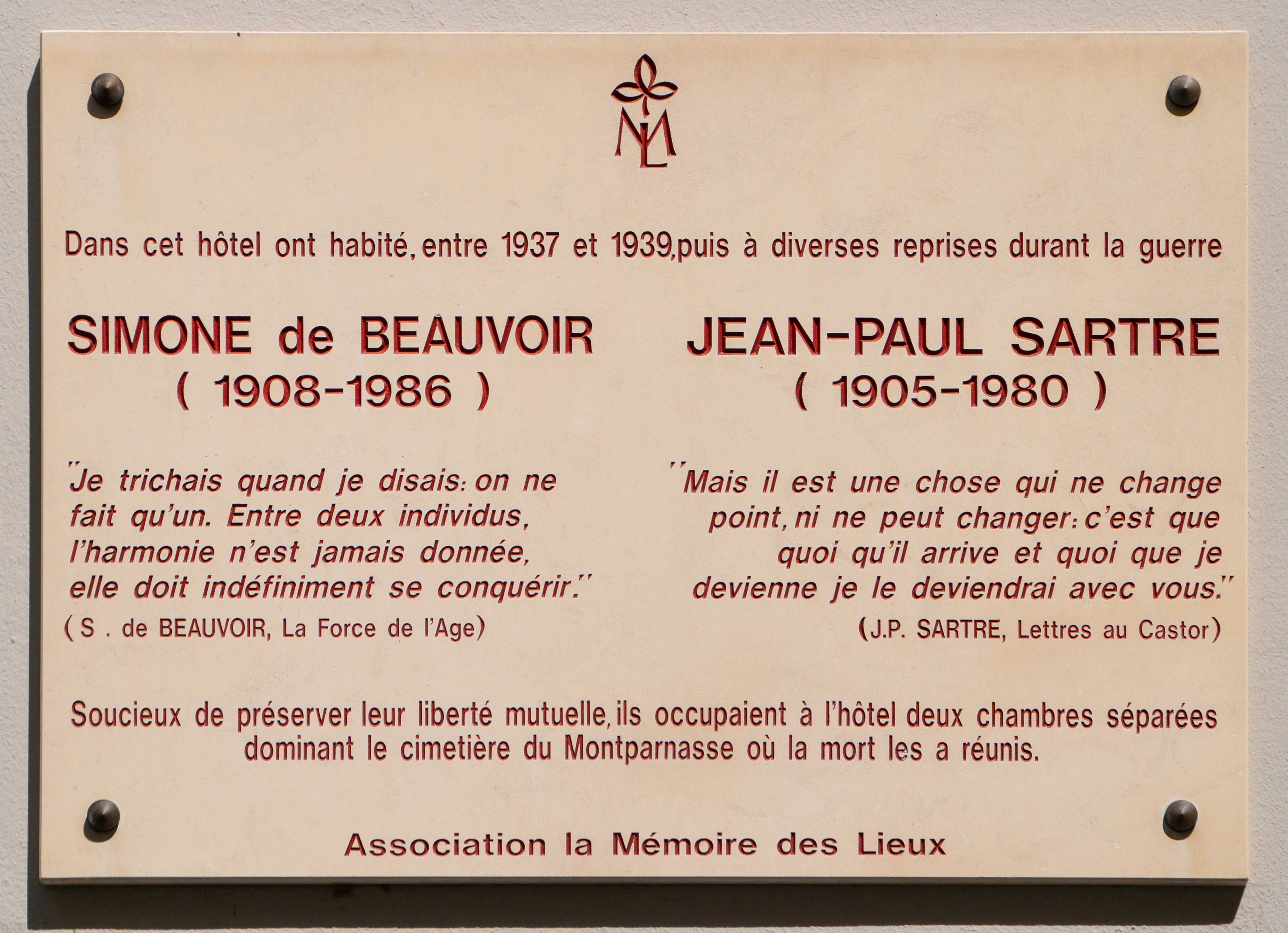
No 24 : plaque commémorative.